# Len Wickwar
Len Wickwar (født 21. marts 1911, død 1. juni 1980) var en britisk bokser , der boksede mellem 1928 og 1947 som letvægter.
Len Wickwar opnåede 470 professionelle kampe, mere end nogen anden professionel bokser. 

## Professionel boksekarriere
Wickwar kom fra Leicestershire, og blev professionel i en alder af 18 år. I begyndelsen af sin karriere boksede han i små klubber, hvor han nogle gange boksede op til tre kampe på en aften. En af hans største kampe var på Welford Road Stadium i slutningen af 1930'erne, hvor han tabte til den britiske mester i letvægt Eric Velsignelse.
Wickwars karriere blev sat på hold under anden Verdenskrig; han vendte tilbage til boksningen efter krigen, men boksede kun fire kampe efter krigen, før han trak sig tilbage i 1947.
Han boksede i alt 470 professionelle kampe, hvilket er det højeste antal kampe for nogen bokser. Af de 470 kampe vandt han de 340. Wickwars manager var George Biddles, der også var manager for fjervægteren fra Nottinghamshire Tish Marsden.
Efter at have trukket sig tilbage fra boksningen, boede Wickwar boede i New Parks i Leicester og arbejdede for et lokalt ingeniørfirma.
Ved et tilfælde døde både Marsden og Wickwar på nøjagtig samme dag i 1980.